# Caenobrunettia sarculosa
Caenobrunettia sarculosa är en tvåvingeart som beskrevs av Quate 1999. Caenobrunettia sarculosa ingår i släktet Caenobrunettia och familjen fjärilsmyggor. Inga underarter finns listade i Catalogue of Life.